# Synodontis ornatipinnis
Synodontis ornatipinnis är en afrikansk, afrotropisk fiskart i ordningen Malartade fiskar som förekommer i Kongo-Kinshasa och Zambia, samt möjligen i Kongo-Brazzaville. Den är främst nattaktiv. Den kan bli upp till 40 cm och blir cirka 7,5 år gammal.